# دانية القطو
دانية مازن خليل القطو (10 أكتوبر 1979 – ) عالمة أوبئة وصيدلة فلسطينية أمريكية، وُلِدت في مدينة طولكرم الفلسطينية، وتحمل الجنسيتين الفلسطينية والأمريكية، تُعد واحدة من أبرز العلماء، وتعمل بروفيسورة في كُليتي الصيدلة والطب بجامعة ميريلاند الأمريكية، وعملت سابقًا في معهد الصحة العامة والمجتمعية في جامعة بيرزيت بفلسطين، وهي حاصلة على عدة جوائز علمية.

## نشأتها وتحصيلها العلمي
وُلِدت دانية مازن خليل القطو في مدينة طولكرم بفلسطين بتاريخ 10 أكتوبر 1979، ونشأت بطولكرم، وهي شقيقة العالِمة ديمة القطو والعالِمة مزنة القطو.
التحقت دانية عام 1996 بكلية الصيدلة بجامعة إلينوي في الولايات المتحدة الأمريكية حيث نالت منها عام 2002 شهادة "دكتور في الصيدلة"، وفي عام 2003 التحقت بكلية الصحة العامة في جامعة هارفارد التي حصلت منها على شهادة الماجستير عام 2004 في "الصحة العامة" بتركيز "الدراسات الصحية والإنسانية الدولية"، وفي عام 2009 التحقت بكلية الصحة العامة في جامعة براون لتحصل منها عام 2014 على شهادة الدكتوراه في "أبحاث الخدمات الصحية والصيدلانية".

## حياتها العملية
عملت عام 2003 مع "اتحاد لجان الإغاثة الطبية الفلسطينية" في توثيق الآثار الصحية لانتهاكات حقوق الإنسان في الضفة الغربية، حيث جرى ترتيب المشروع من قبل مركز "فرانسوا كزافييه باغنود" للصحة وحقوق الإنسان في جامعة هارفارد، وكانت قد أسست عام 2001 مهرجان شيكاغو السينمائي الفلسطيني.
قدمت عام 2013 دراسة إثنوغرافية حول الآثار البيئية والصحية لمجمع جيشوري الصناعي الإسرائيلي في مدينة طولكرم بتمويلٍ من كلية ألبرت الطبية في جامعة براون، وأجرت أبحاثًا عديدة مع المعهد الوطني الفلسطيني للصحة العامة، كما كانت زميلة أبحاث أمريكية في مركز الأبحاث الفلسطيني الأمريكي (PARC) والمجلس العربي للعلوم الاجتماعية، وهي عضوة في "تحالف لانسيت الفلسطيني للصحة" (LPHA).
عملت كخبيرة استشارية لمنظمة الصحة العالمية، وشغلت منصب رئيسة لجنة سياسة الأدوية والخدمات الصيدلانية في جمعية الصحة العامة الأمريكية، ومنذ سبتمبر 2015 وحتى سبتمبر 2016 عملت في معهد الصحة العامة والمجتمعية بجامعة بيرزيت في فلسطين.
تشغل مُنذ سبتمبر 2016 منصب بروفيسورة في كُلٍ من "كلية الصيدلة" و"كلية الطب - قسم علم الأوبئة والصحة العامة" في جامعة ميريلاند بمدينة بالتيمور [الإنجليزية]، وهي عضوة في هيئة تدريس "معهد جامعة ميريلاند للصحة العالمية"، وعضوة في هيئة تدريس برنامج الدكتوراه في علم الشيخوخة بالجامعة، كما شغلت منصب مدير برنامج الدراسات العليا الصيدلانية بالجامعة منذ عام 2018 وحتى عام 2023.

## أبحاثها
لها الكثير من الأبحاث العلمية المُتخصصة في مجال علم الأوبئة والصحة العامة، وقد جرى تبني وتمويل أبحاثها من كُلٍ من: إدارة الغذاء والدواء الأمريكية، ومعاهد الصحة الوطنية الأمريكية والمعهد الوطني الأمريكي للشيخوخة [الإنجليزية]، ومؤسسة روبرت وود جونسون للصحة [الإنجليزية]، ومعهد البحوث السريرية والتحويلية الأمريكي، والوكالة السويدية للتنمية الدولية، وغيرها العديد.

## جوائز وتكريمات علمية
حصلت دانية القطو على عددٍ من الجوائز والتكريمات العلمية التي كان من أهمها:
- زمالة وجائزة "ألبرت شفايتزر" [الإنجليزية].[2][3][4][10]

- زمالة وجائزة "بول وديزي سوروس" [الإنجليزية]، عام 2003.[11][4][10]

- جائزة ومنحة "فولبرايت" الأمريكية للأبحاث، عام 2015.[2][3][4][12]

- زمالة معاهد الصحة الوطنية الأمريكية [الإنجليزية]، من معاهد الصحة الوطنية الأمريكية، لأبحاثها في الصحة العامة والرعاية الصحية.[2][3][4]

- اختارتها "منظمة علماء من أجل فلسطين" عام 2020 كواحدة من أبرز العلماء برفقة كُلٍ من ليلى فرسخ وطارق لوباني ومروان عورتاني وجورج سميث ونيرجيس مافالفالا، ضمن المؤتمر الدولي الثالث للمنظمة المُنعقد في حرم معهد ماساتشوستس للتكنولوجيا بالولايات المتحدة في يناير 2020.[6]

- اختارتها مؤسسة "روبرت وود جونسون" للصحة [الإنجليزية] "كقائد للثقافة الصحية" في البرنامج الوطني للقيادة الصحية، عام 2020.[13][10][14]

- جائزة التدريس من كلية الطب بجامعة ميريلاند، عام 2023.[2]

- جائزة "مارتن لوثر كينج للاعتراف بالتنوع" وجائزة "عضو هيئة التدريس المتميز"، من جامعة ميريلاند بمدينة بالتيمور [الإنجليزية]، عام 2024.[15][16]

## حياتها العائلية
دانية القطو هي شقيقة العالِمة ديمة القطو والعالِمة مزنة القطو، وعمها هو عالِم هندسة الميكانيك محمد القطو.
أما والدها فهو "مازن خليل صبحي القطو" وهو عالم وبروفيسور فلسطيني في مجال الصيدلة، وُلِدَ في مدينة طولكرم في 2 سبتمبر 1948 ونشأ فيها، وتُوفي في 23 أغسطس 2024 في شيكاغو بالولايات المتحدة، وقد عمل خلال حياته أستاذًا للصيدلة في عددٍ من الجامعات العربية، حيث كان أستاذًا للصيدلة في جامعة الملك سعود في السعودية، وعميدًا لكلية الصيدلة في جامعة الإسراء في الأردن ومساعدًا لرئيس الجامعة، وعميدًا لكلية الصيدلة في جامعة الشارقة في الإمارات العربية، وعمل في جامعة المجمعة في السعودية أستاذًا في كلية الطب وقسم التعليم الطبي فيها ورئيسًا للجنة التعاون الدولي لوكالة كلية الطب للدراسات العليا والبحث العلمي، وله عدة أبحاث علمية طبية في مجال الأمراض وعلاجها وعلم العقاقير الدوائية، كما نال جوائز علمية عدة.